# Єрзовка (Ірбітський міський округ)
Є́рзовка (рос. Ерзовка) — присілок у складі Ірбітського міського округу Свердловської області.
Населення — 40 осіб (2010, 8 у 2002).
Національний склад населення станом на 2002 рік: росіяни — 100 %.